# 荒井愛結
荒井 愛結（あらい あゆ、5月9日 - ）は、日本の女性声優、歌手、司会者、ラジオパーソナリティ。フリーで活動している。

## 来歴
岐阜県飛騨市出身、東京都在住。名古屋スクールオブミュージック＆ダンス専門学校アニソンアーティストコース卒業。
2017年12月8日、二足歩行ロボットエンターテインメント「ROBO-ONE」の公式MC・実況担当者に就任したと自身の公式サイトで公表。2018年2月24日 - 25日開催の第32回大会から公式MCを務めている。2019年8月31日、第10回 ROBO-剣と9月２８日,２９日に行われるMISUMI presents第35回ROBO-ONE,第19回ROBO-ONE Light,第5回ROBO-ONE autoに出演予定。
2019年6月より、原田篤が経営する『G-trip −AKASAKA−』にて不定期で手伝いをしている。

## 人物
特技はホイッスルボイス（超高音の声）、相対音感（どんな曲でもハモれる）。
夢は特撮・ロボット・アイドルマスター関連の声の仕事に携わり、それらの主題歌も歌うこと。特撮に関しては、テレビ東京の『ウルトラマンR/B』第7話にエキストラで出演したと公言している。

## 出演
太字はメインキャラクター。

### ゲーム
- オンラインRPG SoulKnights（2015年、魔女モーガン・ル・フェイ、天使ラファエル）
- 楽Jパチスロ/ななぱち/グリパチ ドキドキしーさー（2017年、ヒカリ[3]）

### ラジオ
- 京夏と愛結の至福のひととき（2018年12月21日 - 、まえばしCITYエフエム） - パーソナリティ

## ライブ
- 2018年5月20日、PSYHICPARTY in高円寺 de LIVE
- 2018年7月7日、milky wave vol.2 in高円寺 THUNDER
- 2018年8月18日、PSYHICPARTY ver9.0 in高円寺 de LIVE
- 2018年9月16日、アイドルファンタジスタ Vol 46 NIGHT in上野音横丁
- 2018年11月11日、WalkureMarket Vol.7 ～業務提携の皆さんとの宴～ in川崎セルビアンナイト
- 2018年11月24日、Anison Rambling!! Reboot in両国サンライズ
- 2019年1月5日WalkureMarket Vol.8 ～2019年もよろしくお願いします～ in川崎セルビアンナイト
- 2019年1月22日、Moving AcT!! in mono in池袋mono
- 2019年2月17日、アイプラアイドルパーティー～バレンタインスペシャル～NIGHT in上野音横丁
- 2019年3月10日、特撮バカ・ライヴ決戦！ in日暮里プロモボックス
- 2019年3月17日テレビ愛知『黒ちゃんねる』公開収録＆LIVE～GSP&らぁめん工房 雪濃湯 共同企画 食レポバトル!!～
- 2019年4月6日、アニソンCarnival！vol.67～今回ボカロもまぜてみた～ in大須あにめろでぃ♪
- 2019年4月7日Super☆Rambling!! in新栄SPADEBOX&新栄HEARTLAND
- 2019.4.20　アニソンパーティーたいむ！wow！(仮) vol.2 in Iwoo野方
- 2019年4月7日、Super☆Rambling!! in新栄SPADEBOX&新栄HEARTLAND
- 2019年4月20日、アニソンパーティーたいむ！wow！(仮) vol.2 in Iwoo野方
- 2019年4月20日、20世紀特撮&アニソンリクエストライブ in高田馬場mono（ゲスト：mickey-T）
- 2019年5月6日、WalkureMarket Vol.9 ～斎藤ゆうすけ･荒井愛結 お誕生日おめでとう！～＠川崎セルビアンナイト[4]